# 名古屋フィルハーモニー交響楽団
公益財団法人名古屋フィルハーモニー交響楽団（なごやフィルハーモニーこうきょうがくだん、英文名称：Nagoya Philharmonic Orchestra）は、名古屋市に本拠を置くプロのオーケストラ。略称は「名フィル（めいフィル）」。日本オーケストラ連盟正会員。

## 概要
愛知県名古屋市を中心に、東海地方を代表するオーケストラとして、地域の音楽界をリードし続けている。その革新的な定期演奏会のプログラムや、充実した演奏内容で広く日本中に話題を発信。“名フィル”の愛称で地元住民からも親しまれ、日本のプロ・オーケストラとして確固たる地位を築いている。
楽団結成は1966年7月10日。翌年10月、第1回定期演奏会を開催。1973年4月、名古屋市の出捐により財団法人となる。岩城宏之初代音楽総監督（在任期間 1971-73）をはじめ、福村芳一（常任指揮者 1971-74）、森正（音楽総監督 1974-80）、荒谷俊治（常任指揮者 1974-80）、外山雄三（音楽総監督兼常任指揮者 1981-87）、モーシェ・アツモン（常任指揮者 1987-93）、飯守泰次郎（常任指揮者 1993-98）、小林研一郎（音楽総監督 1998-2001、音楽監督 2001-03））、沼尻竜典（常任指揮者 2003-06）、ティエリー・フィッシャー（常任指揮者 2008-11）を歴代指揮者として、演奏の質の向上やレパートリーの拡充に取り組んできた。
2013年4月より2016年までマーティン・ブラビンズが第8代常任指揮者を務め、多彩なレパートリーを誇る英国の実力派指揮者の就任に、全国から高い注目と期待を集め、定期演奏会「ガイア」シリーズや市民会館名曲シリーズ「ブラームス・ツィクルス」の監修を行い、名フィルとの信頼関係をより一層深め、より高レベルの演奏を目指した。2016年から2023年まで小泉和裕が音楽監督を務めた。
現在の指揮者陣には、川瀬賢太郎（音楽監督）、小泉和裕（名誉音楽監督）、小林研一郎（桂冠指揮者）、モーシェ・アツモン（名誉指揮者）、テイエリー・フィッシャー（名誉客演指揮者）らが名を連ねている。
2002年から2017年までウィーン・フィルのコンサートマスターであるライナー・ホーネックが首席客演コンサートマスターを務め、コンサートマスターのみならずソリスト、指揮者として名フィルのレベルアップに協力している。また2000年以来、ウィーン・フィルとウィーン国立歌劇場のメンバーを中心に特別編成されたオーケストラ「トヨタ・マスター・プレイヤーズ，ウィーン」と共演、合同公演を行っており、深い交友関係を築いている。
1988年に初の海外公演としてヨーロッパ2カ国ツアー（フランス、スイス 広上淳一指揮）を、2000年にアジア8カ国ツアー（ブルネイ、シンガポール、フィリピン、大韓民国、マレーシア、ベトナム、タイ王国、台湾 本名徹次指揮）、2004年に「プラハの春」国際音楽祭からの正式招待を受けたヨーロッパ3カ国ツアー（ドイツ、オーストリア、チェコ 沼尻竜典、武藤英明、トマーシュ・ハヌス指揮）、2006年にアジア7カ国ツアー（シンガポール、フィリピン、台湾、大韓民国、タイ王国、香港、マレーシア 下野竜也指揮）を実施、大成功を収める。
数多くのCD録音も行なっており、2010年には話題を呼んだティエリー・フィッシャー指揮「東京公演」のライヴ・レコーディングCDをリリース。受賞歴も多く、これまでに東海テレビ文化賞（1990年）、愛知県芸術文化選奨文化賞（1991年）、文化庁芸術作品賞レコード部門（1997年）などを受賞。
シーズンごとにテーマを設け、意欲的な内容で行なっている「定期演奏会」は500回を超え、ますます充実した内容を誇っている。また、親しみやすい「市民会館名曲シリーズ」、障がいのある方を対象とした「福祉コンサート」や「こども名曲コンサート」など、バラエティに富んだ年間約110回の演奏会を行なっている。

## 歴代指揮者
- 岩城宏之（音楽総監督 1971年 - 1973年）
- 福村芳一（常任指揮者 1971年 - 1974年）
- 森正（音楽総監督 1974年 - 1980年）
- 荒谷俊治（常任指揮者 1974年 - 1980年）
- 外山雄三（音楽総監督・常任指揮者 1981年 - 1987年）
- モーシェ・アツモン（常任指揮者 1987年 - 1993年、名誉指揮者 1993年 - ）
- 飯守泰次郎（常任指揮者 1993年 - 1998年）
- 武藤英明（首席客演指揮者 1996年 - 1998年、客演常任指揮者 1998年 - 2001年、客演指揮者 2001年 - 2005年）
- 小林研一郎（音楽監督 1998年 - 2003年、桂冠指揮者 2003年 - ）
- 沼尻竜典（常任指揮者 2003年 - 2006年）
- ティエリー・フィッシャー（常任指揮者 2008年 - 2011年、名誉客演指揮者 2011年 - ）
- マーティン・ブラビンズ（常任指揮者 2013年 - 2016年）
- ボブ佐久間（名フィル・ポップスオーケストラ・ミュージックディレクター、1995年 - 2012年）
- 小泉和裕（音楽監督 2016年-2023年）[5]
- 川瀬賢太郎（音楽監督 2023年[5]- ）

## コンサートマスター
- 後藤龍伸（2001年 - ）
- 森岡聡（2023年 - ）
- 小川響子（2024年 - ）[8]

## 客演コンサートマスター
- 荒井英治（2018年 - ）首席
- 山本友重（2023年 - ）特別

## 演奏会
- 定期演奏会
  - 愛知県芸術劇場コンサートホール（年11プログラム、22公演）
- 市民会館名曲シリーズ
  - 日本特殊陶業市民会館フォレストホール（年5回）

## 主な客演指揮者、共演者
これまでに、朝比奈隆、クルト・ヴェス、小澤征爾、ヤコフ・クライツベルク、ヘルベルト・ケーゲル、ヴァレリー・ゲルギエフ、ズデニェク・コシュラー、ピンカス・ズッカーマン、ルドルフ・バルシャイ、ウラジーミル・フェドセーエフ、ラファエル・フリューベック・デ・ブルゴス、ジャン・フルネ、ハインツ・ホリガー、パーヴォ・ヤルヴィ、ハインツ・ワルベルクといった世界的な指揮者が客演。
またシュテファン・ヴラダー、ゲルハルト・オピッツ、エフゲニー・キーシン、スティーヴン・コヴァセヴィチ、ジャン＝フィリップ・コラール、ジャン＝イヴ・ティボーデ、ルドルフ・フィルクスニー、イェフィム・ブロンフマン、アンドレ・ワッツ、ユジャ・ワン（ピアノ）、サルヴァトーレ・アッカルド、マキシム・ヴェンゲーロフ、ギドン・クレーメル、アイザック・スターン、ピンカス・ズッカーマン、オーギュスタン・デュメイ、ジェルジ・パウク、アンネ＝ゾフィー・ムター（ヴァイオリン）、今井信子、キム・カシュカシャン（ヴィオラ）、スティーヴン・イッサーリス、ヤーノシュ・シュタルケル、アンナー・ビルスマ、ボリス・ペルガメンシコフ、ミッシャ・マイスキー、ムスティスラフ・ロストロポーヴィチ、ジャン・ワン（チェロ）、サー・ジェームズ・ゴールウェイ、エマニュエル・パユ（フルート）、モーリス・ブルグ、ハインツ・ホリガー（オーボエ）、モーリス・アンドレ（トランペット）、ジョゼフ・アレッシ（トロンボーン）、エディタ・グルベローヴァ、白井光子、ゲーナ・ディミトローヴァ（ソプラノ）、ベルント・ヴァイクル（バリトン）といった世界的なソリストと共演を重ねる。